# Furcraea bedinghausii
Furcraea bedinghausii ist eine Pflanzenart aus der Gattung Furcraea in der Unterfamilie der Agavengewächse (Agavoideae). Das Artepitheton bedinghausii ehrt den belgischen Gärtner Hermann Joseph Bedinghaus (1806–1884).

## Beschreibung
Furcraea bedinghausii wächst mit aufrechten, dicken Stämmen von 5 bis 8 Metern Höhe und einer Breite von 30 bis 40 Zentimetern. Die anfangs aufsteigend-ausgebreiteten und später ausgebreitet bis hängenden Laubblätter bilden unter der Blattrosette einen trockenen „Rock“. Die lanzettlichen, schwertförmigen, steifen Laubblätter verschmälern sich unterhalb der Mitte in eine pfriemliche, nicht dornige Spitze. An der Oberseite sind sie durch Erhebungen entlang der Längsadern gestreift und aufgeraut. Ihre grüne, etwas glauke Blattspreite ist 70 bis 120 Zentimeter (selten ab 35 Zentimeter) lang und 6 bis 10 Zentimeter (selten ab 4 Zentimeter) breit. Die winzigen dreieckigen, bleichen Randzähne sind unregelmäßig angeordnet. Je Millimeter sind etwa zwei Randzähne vorhanden.
Der aufrechte, pyramidale, flaumenhaarige Blütenstand erreicht eine Höhe von 4 bis 5 Meter (selten 2,5 bis 8 Meter) und ist bis zu 2 Meter breit. Die 30 bis 65 Zentimeter (selten bis 100 Zentimeter) langen Teilblütenstände tragen reichlich verlängerte  Bulbillen. Die zu zweit bis zu viert zusammenstehenden Blüten weisen eine Länge von 40 Millimeter auf. Sie stehen an 3 bis 5 Millimeter langen Blütenstielen. Ihre grünlich weißen, elliptischen bis längliche elliptischen, auf der Außenseite behaarten Perigonblätter sind 18 bis 20 Millimeter lang und 5 bis 7 Millimeter breit.
Die länglich eiförmigen, kleinspitzig zugespitzten Früchte weisen eine Länge von 4 bis 7 Zentimeter auf und sind etwa 3 Zentimeter breit. Sie enthalten 10 bis 12 Millimeter lange und 6 bis 8 Millimeter breite Samen.

## Systematik und Verbreitung
Furcraea bedinghausii ist in den mexikanischen Bundesstaaten Jalisco, Distrito Federal, Hidalgo, Michoacán und México auf Berghängen und Berggipfeln in Höhenlagen von 2650 bis 3500 Metern verbreitet.
Die Erstbeschreibung durch Karl Heinrich Koch wurde 1863 veröffentlicht. Furcraea bedinghausii wird in der Gattung in die Sektion Serrulatae eingeordnet.
Ein nomenklatorisches Synonym ist Furcraea longaeva subsp. bedinghausii (K.Koch) B.Ullrich (1991). In die Art als Synonym einbezogen sind Furcraea flaccida Hort. Panorm. ex Hort. Kew (ohne Jahr), Yucca parmentieri Ortgies (1859), Agave argyrophylla hort. ex K.Koch (1862), Agave toneliana Hort. ex E.Morren (1863), Roezlia regia Hort ex. Lem. (1863), Yucca argyrophylla Hort. ex Lem. (1863), Yucca toneliana hort. ex K.Koch (1863), Beschorneria multiflora hort. ex C.Koch (1863), Roezlia bulbifera Roezl (1881), Furcraea roezlii André (1887) und Yucca pringlei Greenm. (1898).

## Nachweise